# Kvinnor i svart
Kvinnor i svart är en fredsorganisation som protesterar mot Israels ockupation av palestinska territorier.

## Historik
Rörelsen startade i Israel i januari 1988, en månad efter utbrottet av den första palestinska intifadan. En grupp av israeliska och palestinska kvinnor beslutade då att förenas i tyst protest mot den olagliga ockupationen av Palestina. Organisationen har sedan dess fortsatt sin manifestation vid French square i Jerusalem varje fredag.

## Internationellt
I många länder finns nu motsvarande rörelser, samlade under begreppet Women in Black. Ofta har man sin tysta demonstration en fast veckodag.

## I Serbien
Kvinnor i svart (Žene u crnom) i Serbien etablerades i oktober 1991 och engagerar sig i kampen för mänskliga rättigheter. Företrädare är Staša Zajović. Huvudmålet är ett pacifistiskt motstånd mot militarism, krig, sexism, nationalism och andra former av våld mot kvinnor och andra som är annorlunda i etniskt, religiöst, kulturellt, sexuellt och ideologiskt hänseende. De senaste 20 åren har Kvinnor i svart organiserat över tusen fredliga aktioner på gatorna, i form av demonstrationer, kampanjer och performance.
En av de mer framträdande formerna av aktivism har varit insisterandet på Serbien att ta itu med sitt krigiska förflutna under Jugoslaviens sönderfall, att straffa alla krigsförbrytare och att hedra krigsoffren. I samband med detta har de ett flertal gånger besökt Vukovar för att hedra offren och minnas de övergrepp som staden utsattes för under hösten 1991.
Medlemmar ur organisationen har även besökt Srebrenica, Višegrad, Suva Reka, Vlasenica och andra städer som har drabbats av våldsamheterna under 1990-talet.
Organisationen motsätter sig även ockupationen av Gazaremsan och Västbanken, våldet och kriget i Colombia och engagerar sig för fred i Mellanöstern.
En annan viktig aspekt är dess feministiska teori och aktivism, vilket innebär att organisationen ser sig som antipatriarkal och antihomofobisk, men även som sekulär (separation mellan kyrka och stat) samt globaliseringskritisk (istället för orättvis nyliberal globalisering engagerar man sig för social rättvisa).

## I Sverige
Kvinnor i svart har demonstrationer i Stockholm på lördagar och i Uppsala på torsdagar.